# تاريخ حركات اليمين المتطرف في فرنسا
تعود جذور اليمين المتطرف في فرنسا إلى الجمهورية الفرنسية الثالثة رجوعًا إلى البولنجية وقضية دريفوس. نشأ «اليمين المتطرف» الحديث أو اليمين الراديكالي جرّاء حدثين منفصلين في عام 1889: الانشقاق ضمن منظمة الأممية الاشتراكية من قِبل أولئك الذين اختاروا الأمّة وبلوغ «قضية بولانجر» حدّ الذروة، إذ ناصرت هذه القضية مطالب وزير الحرب السابق الجنرال جورج بولانجر. قدّمت قضية دريفوس أحد خطوط التقسيم السياسي في فرنسا. ثم تحولت القوميّة التي كانت قبل قضية دريفوس إيديولوجية يسارية وجمهورية لتصبح بعد ذلك سمة رئيسية في تيار اليمين فضلاً عن اليمين المتطرف. نشأ تيار يميني جديد، وأُعيد مواءمة القوميّة من قِبَل اليمين المتطرف الذي حولها إلى شكل من أشكال القوميّة الإثنية الممزوجة بمعاداة السامية وكره الأجانب ومعاداة البروتستانتية ومعاداة الماسونية. كانت الحركة الفرنسية (بالفرنسية: Action française) التي تأسست في البداية كمجلة بمثابة مصفوفة النمط الجديد من تيار اليمين المناهض للثورة، وما زالت قائمة حتى يومنا هذا. خلال فترة ما بين الحربين العالميتين، نشطت الحركة الفرنسية وميليشيا الشباب التابعة لها كمنظمة كاميلوتس دو روا (بالفرنسية: Camelots du Roi). ونظمت رابطات اليمين المتطرف أعمال شغب.
أُنشئت منظمة الجيش السري (بالفرنسية: Armée secrete) (أوه إيه إس) في مدريد على يد الجيش الفرنسي المعارض لاستقلال الجزائر. أسس جان ماري لوبان حزب الجبهة الوطنية (إن إف) في عام 1972. في الانتخابات التشريعية لعام 1986، تمكنت الجبهة الوطنية من الحصول على 35 مقعدًا مع 10% من الأصوات. أنشأ الناشط الفرنسي الجزائري مارك فريدريكسن في أبريل 1966 جماعة تابعة لحركة النازيين-الجدد هي منظمة (FANE) «اتحاد العمل القومي الأوروبي» (بالفرنسية: Fédération d'action nationaliste et européenne). لكن في عام 1978، انفصل الأعضاء النازيون الجدد التابعون لمنظمة الجماعات القوميّة الثورية-اتحاد العمل القومي الأوروبي (GNR-FANE) عن حزب الجبهة الوطنية من جديد. خلال ثمانينيات القرن العشرين، تمكن حزب الجبهة الوطنية من حشد أكثر تيارات اليمين المتطرف تنافسًا في فرنسا تحت قيادة جان ماري لوبان بعد سلسلة من الانقسامات والتحالفات مع أحزاب ثانوية أخرى خلال سبعينيات القرن.  

## الجمهورية الفرنسية الثالثة  (1871–1914)
شكّلت قضية دريفوس نقطة تحول في تاريخ فرنسا السياسي وفي الجمهورية الثالثة (1871-1940) التي تأسست بعد الحرب الفرنسية البروسية عام 1870 وكومونة باريس عام 1871. نشأ «اليمين المتطرف» الحديث أو اليمين المتطرف جرّاء حدثين منفصلين في عام 1889.
جرى تشكيل منظمة الأممية الاشتراكية في مؤتمر باريس الذي فرض المذهب المحافظ على الاشتراكيين وطالبهم بتقديم الولاء للطبقة العاملة الدولية وليس لأمّتهم. أجبر ذلك الاشتراكيين الوطنيين على الاختيار بين أمتهم أو حركة العمال الدولية. وقد اختار الكثيرون أمتهم وانخرطوا بصراع عنيف مع رفقائهم الاشتراكيين السابقين. فأولئك الذين اختاروا الأمّة واحتفظوا باستراتيجية العنف -التي كثيرًا ما لجؤوا إليها ضد رفقائهم السابقين- قد شكلوا أغلبية قاعدة اليمين المتطرف. أثبت العديد من هؤلاء الأفراد سرعة تأثرهم بإغراءات حركة معاداة السامية التي كانت لفترة طويلة من الزمن السمة المميزة لليمين المتطرف. ومن بين هؤلاء الأفراد، (الاشتراكي) موريس باريس، و(عضو الكومونة) هنري روخفورت وغوستاف بول كلوزريه، و(البلانكيين) تشارلز برنارد وأنطوان جورد، وآخرين غيرهم.
جاء الحدث الثاني عام 1889 مع بلوغ «قضية بولانجر» ذروتها، إذ ناصرت هذه القضية المطالب الغامضة لوزير الحرب السابق الجنرال جورج بولانجر. اجتذب بولانجر تأييد العديد من الاشتراكيين بإصدار أوامر بالتساهل مع المضربين عن العمل عندما طُلب من الجيش قمع الإضرابات. قدم أيضًا تهديدات فارغة بشن الحرب ضد ألمانيا التي أرضت نوايا الوطنيين الفرنسيين بالانتقام من القيصرية الألمانية. مع ذلك فقد أفزعت تهديداته الواهية الوزراء الآخرين الذين طردوه من الحكومة. حينما بدأ أنصاره حملة انتخابية لحمله على الترشح لعضوية مجلس النواب، ردت الحكومة بإرغامه على الخروج من الجيش. انتخبه مؤيدوه مجددًا إلى مجلس النواب من باريس حيث نال دعم كل من المحافظين الذين كانوا يبغضون الجمهورية، والاشتراكيين برؤيتهم الخاصة حول الكيفية التي ينبغي بها تجديد الجمهورية. شكل هذا التضافر بين اليسار واليمين ضد تيار الوسط القاعدة الأساسية التي بُني عليها اليمين المتطرف في السنوات اللاحقة. اقتنعت الحكومة نتيجة الاضطرابات العنيفة التي اندلعت في باريس عشية الانتخابات عام 1889 بمحاكمة بولانجر لإبعاده عن المشهد السياسي. عوضًا عن مواجهة الاتهامات الملفقة، فرَّ بولانجر إلى بلجيكا. رفع أنصاره «البولانجيون» فيما بعد تظلم شديد اللهجة ضد الجمهورية، ثم توحدوا من جديد أثناء قضية دريفوس لمعارضة الجمهورية و«دعم الجيش» مرة أخرى.

### قضية دريفوس وتأسيس الحركة الفرنسية
في عام 1894، اعتُقِل الضابط اليهودي ألفريد دريفوس بتهمة الخيانة ومشاركة معلومات استخباراتية مع القيصرية الألمانية. شكّلت قضية دريفوس واحدة من الخطوط السياسية الفاصلة في فرنسا. أضحت القوميّة سمة رئيسية لتيار اليمين فضلاً عن اليمين المتطرف، بعد أن كانت أيديولوجية يسارية وجمهورية قبل قضية دريفوس.
دخل إميل زولا المشهد السياسي برسالته المفتوحة «أنا أتهم...!» (بالفرنسية: !...J'accuse) متبوعًا  بكتّاب وفنانين وعلماء آخرين دعموه بإصدار «بيان المفكرين الرسمي»، ليساعدوا بتعريف معنى مصطلح «المفكّر»، في الوقت الذي كان فيه اليسار واليمين على خلاف بشكل أساسي حول مسائل السياسة العسكرية والقوميّة والعدالة وحقوق الإنسان. حتى ذلك الحين، كانت القوميّة أيديولوجية جمهورية يسارية مرتبطة بالثورة الفرنسية وحروب الثورة الفرنسية. صيغت القوميّة الليبرالية من تعريف الفيلسوف إرنست رينان لمفهوم الأمّة في محاضرته الشهيرة «ما هي الأمّة؟» التي عرّف فيها القوميّة بأنها «استفتاء يوميّ» يتَّسم بـ «الرغبة في الحياة سويًا». فيما يتعلق بمفهوم «الانتقاميّة»، فإن فرنسا الدولة المحاربة تسعى للانتقام من ألمانيا وإعادة السيطرة على أراضي الألزاس واللورين، فبالتالي قد تتعارض القوميّة في بعض الأحيان مع الإمبريالية. في ثمانينيات القرن التاسع عشر، نشأ جدال بين هؤلاء الذين عارضوا «الإمبراطورية الاستعمارية الفرنسية» مثل الراديكالي جورج كليمنصو الذي صرّح أن الاستعماريّة أو الكولونياليّة قد حيّدت فرنسا عن «خط جبال الفوج الأزرق» (في إشارة إلى الألزاس واللورين) بالإضافة إلى الاشتراكيّ جان جوريس والقوميّ موريس باريس، وبين الجمهوريّ جول فيري، والجمهوريّ ليون غامبيتا، ورئيس المجموعة الاستعمارية البرلمانية، أوجين أتيان.
لكن في خضمّ قضية دريفوس، نشأ تيار يميني جديد وأعاد اليمين المتطرف مواءمة القوميّة التي حوّلها إلى شكل من أشكال القوميّة الإثنية الممزوجة بمعاداة السامية وكره الأجانب ومعاداة البروتستانتية ومعاداة الماسونية. قام شارل موراس (1868-1952)، مؤسس «التكامليّة» (أو «القوميّة المتكاملة»)، بإنشاء مصطلح «معاداة فرنسا» لوصم «الأجانب الداخليين» أو «الولايات الكونفدرالية الأربع للبروتستانت واليهود والماسونيين والأجانب» (في الواقع استخدم كلمة أقل تهذيبًا لوصف الكيان السابق، إذ دعاهم بالميتيكيين أو الميتيكس «بالفرنسية: métèques» وهي كلمة مشتقة من الكلمة اليونانية ميتيك – Metic والتي كانت تشير للأجانب المقيمين في أثينا الذين لم يمتلكوا حقوق المواطن في دولة-مدينة بوليس اليونانية). بعد بضع سنوات، انضم موراس إلى الحركة الفرنسية الملكية التي أنشأها موريس بوجو وهنري فوجيوا عام 1898. ترأس موراس الذي كان أغنوستيًا عملية إحياء المَلَكية والكاثوليكية. لقد تصوّر الدين بصورة عملية باعتباره أيديولوجية مفيدة لتوحيد الأمّة. كان أغلب الكاثوليك الفرنسيين من المحافظين وهي السمة القائمة حتى يومنا هذا. من ناحية أخرى، ينتمي معظم البروتستانت واليهود والملحدين إلى اليسار. منذ ذلك الحين فصاعدًا، كان تصور الجمهوريين -على عكس ما سبق- أن الدولة العلمانية هي وحدها القادرة على الربط السلمي بين التيارات الدينية والفلسفية المتنوعة وتجنب أي عودة إلى حروب فرنسا الدينية. وعلاوة على ذلك، فقد كان يُنظر إلى الكهنة الكاثوليك باعتبارهم قوة رجعية كبرى من قِبل الجمهوريين الذين شاع بين صفوفهم العداء لرجال الدين. وكانت قوانين جول فيري المتعلقة بالتعليم العام خطوة أولى للجمهورية باتجاه اقتلاع نفوذ رجال الدين: والتي استُكمِلت يتم بقانون عام 1905 المتعلق بفصل الكنيسة عن الدولة.
كانت الحركة الفرنسية (بالفرنسية: Action française) التي تأسست في البداية كمجلة بمثابة مصفوفة النمط الجديد من تيار اليمين المناهض للثورة، وما زالت قائمة حتى يومنا هذا. كانت الحركة الفرنسية ذات تأثير كبير في ثلاثينيات القرن العشرين، بالأخص من خلال منظمتها الشبابية «كاميلوتس دو روا» التي تأسست في عام 1908 وانخرطت ضمن العديد من المشاجرات وأعمال الشغب... إلخ. ضمّت منظمة كاميلوتس دو روا شخصيات بارزة أمثال الكاتب الكاثوليكي جورج برنانوس وجان دي باراو عضو لجنة التوجيه في الاتحاد الوطني والسكرتير الخاص للأمير فيليب، دوق أورليانز (1869–1926) ابن الأورلياني الأمير فيليب، كونت باريس (1838-1894) ومن ثم الوريث الأورلياني لعرش فرنسا. كان العديد من أعضاء منظمة الجيش السري الإرهابية أثناء حرب الجزائر (1954-62) جزءًا من الحركة المَلَكية. وقد أنشأ جان أوسيت - السكرتير الشخصي لموراس - المنظمة الأصوليّة الكاثوليكية «سيتي كاثوليك» التي ضمّت فيما بعد أعضاءً من منظمة الجيش السري، وأسست فرعًا في الأرجنتين في ستينيات القرن العشرين.
بعيدًا عن الحركة الفرنسية، نشأت العديد من رابطات اليمين المتطرف أثناء فترة قضية دريفوس - معظمها معادية للسامية - ومثّلت أيضًا تيارًا يمينيًا جديدًا يشترك بسمات مثل مناهضة-البرلمانية، والسياسة العسكرية، والقوميّة، وكثيرًا ما انخرط ضمن أعمال شغب. وعلى هذا فقد أنشأ الشاعر القومي بول ديرويليد عام 1882 رابطة الوطنيين المعادية للسامية (بالفرنسية: Ligue des Patriotes) والتي ركزت في البداية على الدعوة إلى «الانتقام» للهزيمة الفرنسية أثناء الحرب الفرنسية البروسية. أنشأ الصحفيان إدوارد درامونت وجوليس غيران رابطة فرنسا المعادية-للسامية عام 1889. نشأت أيضًا الرابطة المعادية للماسونية في بداية القرن العشرين، تحت اسم «محفل الغرب الأعظم الفرنسي» (بالفرنسية: Grand Occident de France) الذي اختير كرد فعل ضد المنظمة الماسونية «محفل الشرق الأعظم الفرنسي» (بالفرنسية: Grand Orient de France).